# Alfred Ferko
Alfred Ferko (Valona, 15 ottobre 1964) è un ex calciatore albanese, di ruolo centrocampista.

## Carriera

### Nazionale
Ha collezionato 9 presenze con la nazionale albanese.

## Statistiche

### Presenze e reti nei club
Statistiche aggiornate al 25 maggio 2005.
| Stagione        | Squadra         | Campionato      | Campionato | Campionato | Coppe nazionali | Coppe nazionali | Coppe nazionali | Coppe continentali | Coppe continentali | Coppe continentali | Altre coppe | Altre coppe | Altre coppe | Totale | Totale |
| Stagione        | Squadra         | Comp            | Pres       | Reti       | Comp            | Pres            | Reti            | Comp               | Pres               | Reti               | Comp        | Pres        | Reti        | Pres   | Reti   |
| --------------- | --------------- | --------------- | ---------- | ---------- | --------------- | --------------- | --------------- | ------------------ | ------------------ | ------------------ | ----------- | ----------- | ----------- | ------ | ------ |
| 1991-1992       | Panachaïkī      | AE              | 25         | 4          | CG              | 0               | 0               | -                  | -                  | -                  | -           | -           | -           | 25     | 4      |
| 1992-1993       | Panachaïkī      | AE              | 26         | 3          | CG              | 0               | 0               | -                  | -                  | -                  | -           | -           | -           | 26     | 3      |
| 1993-1994       | Panachaïkī      | AE              | 26         | 1          | CG              | 0               | 0               | -                  | -                  | -                  | -           | -           | -           | 26     | 1      |
| Totale carriera | Totale carriera | Totale carriera | 77         | 8          |                 | 0               | 0               |                    | -                  | -                  |             | -           | -           | 77     | 8      |

## Palmarès

### Club

#### Competizioni nazionali
- Campionato albanese: 1

Dinamo Tirana: 1989-1990
- Coppa d'Albania: 1

Dinamo Tirana: 1989-1990
- Supercoppa d'Albania: 1

Dinamo Tirana: 1989